# Laufen-Uhwiesen
Laufen-Uhwiesen är en kommun i distriktet Andelfingen i kantonen Zürich, Schweiz. Kommunen har 1 813 invånare (2023).
Kommunens huvudort är Uhwiesen. Vid Laufen am Rheinfall ligger slottet Laufen ovanför Rhenfallet. Nedströms fallet ligger orten Nohl.